# Effectif actuel des Kings de Los Angeles
| No    | Nom                  | Nat. | Position      | Arrivée                       | Salaire        |
| ----- | -------------------- | ---- | ------------- | ----------------------------- | -------------- |
| +032, | Jonathan Quick       |      | Gardien       | 2005 - Repêchage              | +05 800 000, $ |
| +040, | Calvin Petersen      |      | Gardien       | 2017 - Agent libre            | +05 000 000, $ |
| +002, | Alexander Edler      |      | Défenseur     | 2021 - Agent libre            | +00750 000, $  |
| +003, | Matthew Roy          |      | Défenseur     | 2015 - Repêchage              | +03 150 000, $ |
| +008, | Drew Doughty – A     |      | Défenseur     | 2008 - Repêchage              | +11 000 000, $ |
| +026, | Sean Walker          |      | Défenseur     | 2018 - Agent libre            | +02 650 000, $ |
| +044, | Michael Anderson     |      | Défenseur     | 2017 - Repêchage              | +01 000 000, $ |
| +050, | Sean Durzi           |      | Défenseur     | 2019 - Maple Leafs de Toronto | +01 700 000, $ |
| +092, | Brandt Clarke        |      | Défenseur     | 2021 - Repêchage              | +00894 167, $  |
| +009, | Adrian Kempe         |      | Centre        | 2014 - Repêchage              | +05 500 000, $ |
| +011, | Anže Kopitar – C     |      | Centre        | 2005 - Repêchage              | +10 000 000, $ |
| +012, | Trevor Moore         |      | Centre        | 2020 - Maple Leafs de Toronto | +01 875 000, $ |
| +013, | Gabriel Vilardi      |      | Centre        | 2017 - Repêchage              | +00825 000, $  |
| +019, | Alex Iafallo – A     |      | Ailier gauche | 2017 - Agent libre            | +04 000 000, $ |
| +022, | Kevin Fiala          |      | Ailier gauche | 2022 - Wild du Minnesota      | +07 875 000, $ |
| +024, | Phillip Danault      |      | Centre        | 2021 - Agent libre            | +05 500 000, $ |
| +028, | Jaret Anderson-Dolan |      | Centre        | 2017 - Repêchage              | +00750 000, $  |
| +034, | Arthur Kaliyev       |      | Ailier droit  | 2020 - Repêchage              | +00894 167, $  |
| +033, | Viktor Arvidsson     |      | Ailier gauche | 2021 - Predators de Nashville | +04 250 000, $ |
| +046, | Blake Lizotte        |      | Centre        | 2019 - Agent libre            | +01 675 000, $ |
| +048, | Brendan Lemieux      |      | Ailier gauche | 2021 - Rangers de New York    | +01 350 000, $ |
| +089, | Rasmus Kupari        |      | Centre        | 2018 - Repêchage              | +00863 333, $  |
| +091, | Carl Grundström      |      | Ailier droit  | 2019 - Maple Leafs de Toronto | +01 300 000, $ |

1. ↑  Effectif des Kings de Los Angeles sur kings.nhl.com
2. ↑  (en) « Los Angeles Kings Salary Cap by Year », sur www.spotrac.com (consulté le 18 décembre 2016).
3. ↑  (en) « Effectif actuel des Kings de Los Angeles », sur Eliteprospects.com
4. ↑  (en) « Los Angeles Kings », sur www.capfriendly.com (consulté le 2 avril 2022).